# Museo civico di Norrköping
Il museo civico di Norrköping (in svedese Norrköpings stadsmuseum) è un museo svedese di storia urbana.
Il museo racconta la storia di Norrköping con particolare attenzione al patrimonio dell'industria tessile della città. È comunale ed è stato inaugurato nel maggio 1981. Si trova a Holmbrogränd a Norrköping ed occupa dei vecchi edifici industriali ristrutturati in un'area ora conosciuta come Industrilandskapet, una vecchia zona di fabbriche situata al centro della città, sul Motala ström.
L'esposizione permanente del Museo civico di Norrköping mostrano la storia della città dai tempi antichi fino all'inizio del XVII secolo. C'è anche una sala di tessitura con telai ed una piccola mostra sui materiali tessili. La mostra "via dell'artigianato" (Hantverksgatan) mostra come era una strada di Norrköping cento anni fa.
Nella Sala della Fotografia ci sono mostre fotografiche attuali e storiche. Mostre temporanee su diversi temi sono esposte nella sala d'ingresso del museo, chiamata Färgeriet.